# Sou

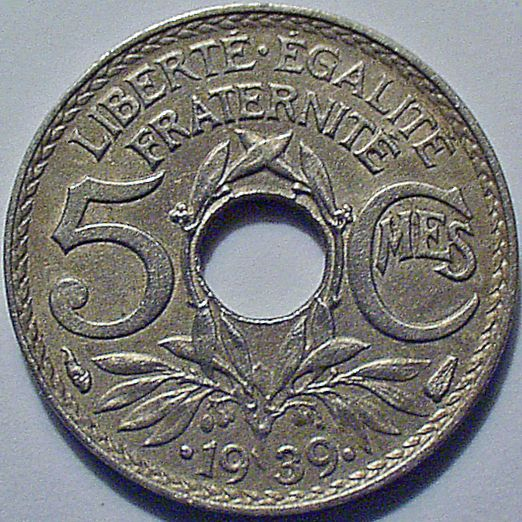
sou

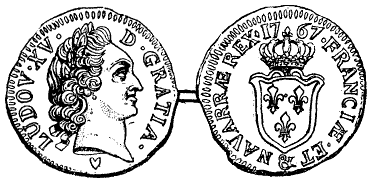
Zeichnung einer Soumünze von 1767

Der Sou (IPA: [suː], anhörenⓘ), historisch auch Sol, ist eine ehemalige französische Münze und Währungseinheit.
Die Bezeichnung geht auf die römische Goldmünze Solidus zurück. Im Karolingischen Münzsystem entsprach ein Sol (äquivalent zum deutschen Schilling und zum englischen Shilling) zwölf Deniers oder dem Zwanzigstel eines Livre. Der Sol blieb zuerst eine reine Rechnungswährung, bis er 1266 erstmals in Form des gros tournois als Silbermünze geprägt wurde. Der im späten 16. und frühen 17. Jahrhundert in Frankreich geprägte Douzain entsprach einem Sol tournois.
Im Verlauf des 17./18. Jahrhunderts verdrängte die Form „Sou“ das ältere „Sol“. In der Mainzer Republik ließ das eingeschlossene französische Revolutionsheer im Mai/Juni 1793 noch Bronzemünzen à 1, 2 und 5 „Sols“ schlagen. Bedingt durch die Inflation war der Sou zur Zeit der Französischen Revolution in Frankreich nur noch eine Kupfermünze. 
Als 1795 der französische Franc das Livre ablöste, verschwand der Sou als offizielle Währungsbezeichnung, er wurde aber bis weit ins 20. Jahrhundert hinein zur Bezeichnung des 5-Centime-Stücks benutzt. Heute wird sou oder im Plural les sous noch in vielen französischen Redewendungen als Synonym für Geld verwendet.